# Instytut Badań Spraw Narodowościowych
Instytut Badań Spraw Narodowościowych – stowarzyszenie powstałe w 1921 r. w II Rzeczypospolitej, którego celem statutowym było prowadzenie badań naukowych nad sytuacją mniejszości narodowych, przede wszystkim na terenie Polski.

## Historia i działalność
Działał do września 1939 r. Instytut koncentrował się na problemach narodów, grup etnicznych i mniejszości narodowych zarówno w przeszłości, jak i w teraźniejszości ujmowanych w sposób obiektywny z uwzględnieniem takich czynników, jak historyczne, socjologiczne i etnologiczne, kulturowe i językowe, demograficzne, polityczne, gospodarcze, medialne i inne. Instytut wydawał w latach 1927–1939 znany kwartalnik/dwumiesięcznik „Sprawy Narodowościowe”, który szybko zdobył renomę jednego z najlepszych polskich czasopism poświęconych tematyce antropologicznej.
Instytut był think tankiem dla polityki narodowościowej II Rzeczypospolitej, zwłaszcza po przewrocie majowym. Ściśle współpracował z politykami i naukowcami należącymi do mniejszości narodowych, ale także z Wydziałem Narodowościowym w Ministerstwie Spraw Wewnętrznych i innymi agencjami państwowymi. Wśród członków i współpracowników oraz partnerów Instytutu znajdowali się Tadeusz Hołówko, Stanisław J. Paprocki, Majer Bałaban, Mojżesz Schorr, Aleksander Hafftka, Roman Smal-Stocki, Iwan Kedryn-Rudnycki, Stanisław Stempowski i wielu innych.